# Kathedrale von Caracas

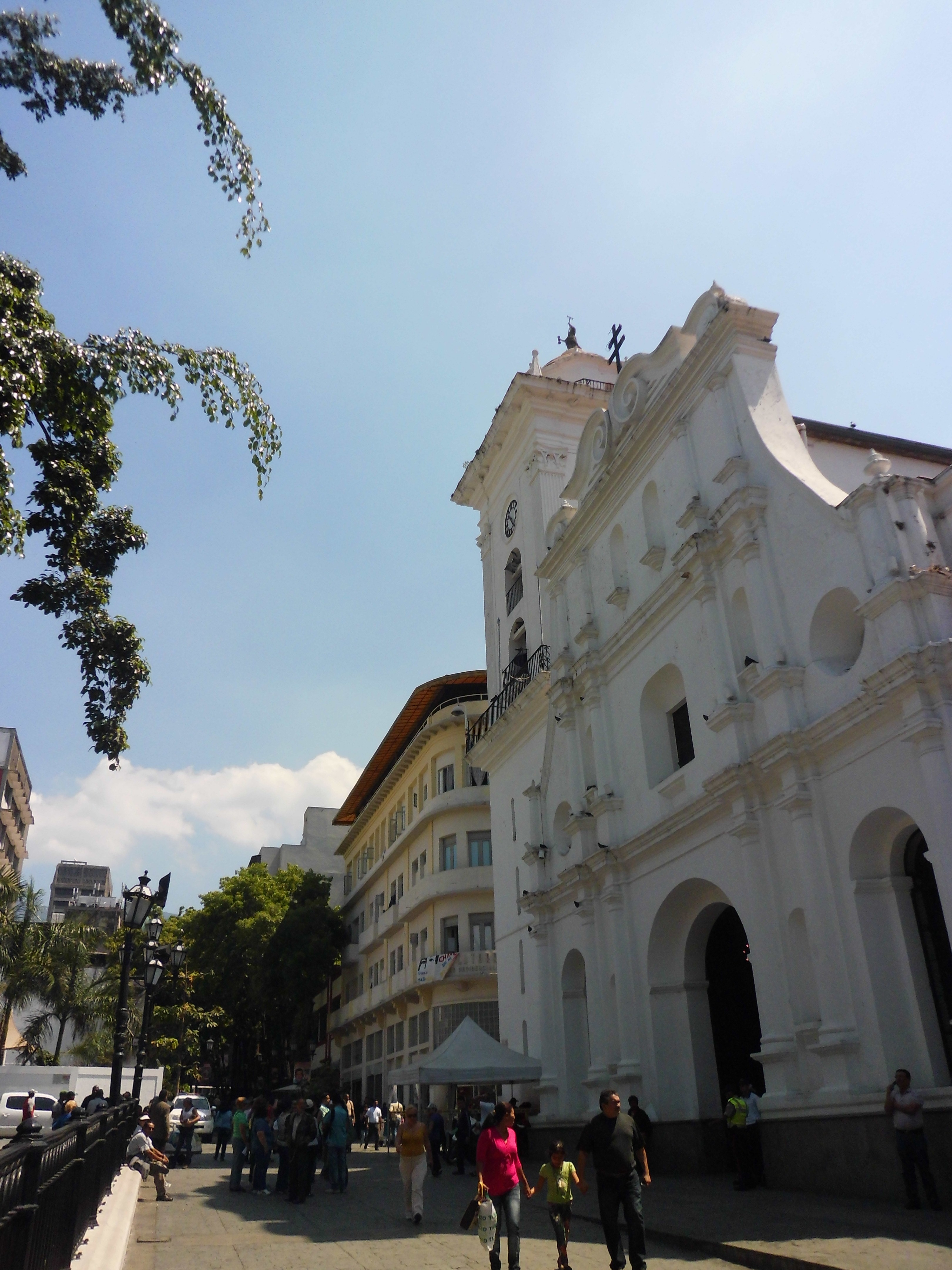
Kathedrale von Caracas

Die Kathedrale von Caracas ist der Sitz des römisch-katholischen Erzbistums Caracas.
Sie ist der heiligen Anna geweiht.

## Geschichte
Der Bau wurde 1666 von Juan De Medina begonnen, um eine kleinere Kirche an dieser Stelle zu ersetzen, die bei einem Erdbeben im Jahre 1641 zerstört worden war. Der Kathedralenbau wurde 1674 fertiggestellt. Die Fassade aus dem Jahre 1771 ist ein Werk von Francisco Andrés de Meneses. Nach dem Erdbeben von 1812 in Caracas wurde einer der Kirchtürme beschädigt und später in der Höhe verringert. 

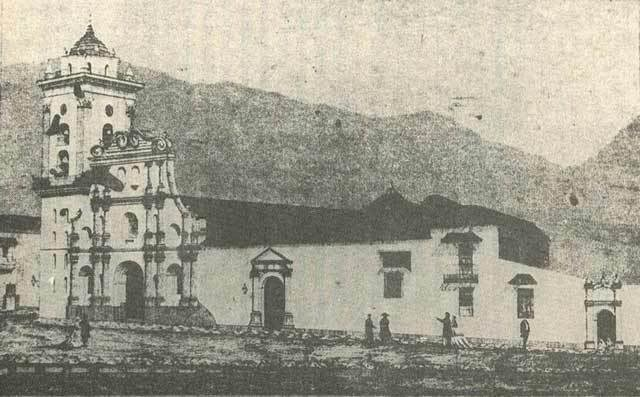
Die Kathedrale 1867

Im Jahre 1932 sowie in den 1960er Jahren wurde das Kirchengebäude umfangreich restauriert und modifiziert. 
Im Kirchengebäude befinden sich die sterblichen Überreste der Eltern und der Ehefrau von Simón Bolívar.